# Cavalcata papale
La Via Papalis detta anche cavalcata papale o cavalcata del possesso era, nella Roma papalina, una delle cerimonie che accompagnavano l'elezione del nuovo Papa. La cavalcata era una processione solenne che, snodandosi per le vie centrali di Roma, accompagnava il Pontefice alla presa di possesso del Laterano, della diocesi di Roma e della Cattedra di San Pietro o Santa Sede.

## Storia e descrizione
La prima cavalcata viene fatta risalire all'aprile dell'858, in occasione dell'elezione di Niccolò I. Attraverso di essa il Papa, alcuni giorni dopo l'elezione in Conclave, la presentazione al popolo con la formula dell'Habemus Papam e la solenne incoronazione nella basilica di San Pietro, si concludevano le celebrazioni per il nuovo pontefice che prendeva dunque possesso materialmente della Diocesi di Roma come successore di Pietro.
La cerimonia constava di un solenne corteo papale che iniziava con l'exitus, cioè l'"uscita" del Papa dai Palazzi Vaticani o dal Palazzo del Quirinale e la formazione del corteo, con i più alti dignitari pontifici attorno al Pontefice, che cavalcava, a partire dal XII secolo, una mula bianca (chinea), offerta dal re di Napoli come atto di omaggio feudale. La mula era solennemente condotta dai Parafrenieri pontifici. Facevano parte del corteo, oltre ai dignitari di Corte, il Sacro Collegio e gli Ambasciatori dei monarchi presenti in Urbe. Il tutto era scortato dalle Milizie pontificie.
Attraverso Ponte Sant'Angelo e percorrendo la Via Papalis (odierna Via del Governo Vecchio), dove affacciavano - solennemente addobbati - i Palazzi delle principali Famiglie della Nobiltà nera, la processione raggiungeva quindi le pendici del Campidoglio, dove con l'adscensus, cioè l'"ascensione" sulla cima del colle, il Papa raggiungeva il Palazzo Senatorio, per ricevere l'omaggio del Comune di Roma. Seguiva la descensio, la "discesa" verso il Foro romano e il passaggio lungo la Via Sacra e gli antichi archi trionfali di Settimio Severo, di Tito e di Costantino e ad un arco ligneo posizionato nei pressi degli Orti Farnesiani.
Dopo aver fiancheggiato il Colosseo, la processione proseguiva lungo la via Merulana fino a giungere all'Arcibasilica lateranense, dove si verificava l'adventus o introitus, cioè l'"arrivo" o "ingresso" nell'Arcibasilica Cattedrale di Roma, dove il Papa si insediava ufficialmente sulla Cattedra di San Pietro, la Santa Sede, come nuovo vescovo dell'Urbe.
Temporaneamente sospesa durante la cattività avignonese, quando la corte pontificia risiedeva nella città pontificia di Avignone, in Provenza, la cerimonia si tenne per l'ultima volta il 26 novembre 1769 con Clemente XIV. L'accidentale caduta del Papa, disarcionato dalla mula impaurita dalle acclamazioni del popolo, pose fine alla tradizione, che venne sostituita da un corteo in lettiga, sostenuta dagli Sediari pontifici o in carrozza, condotta sempre dai Parafrenieri. Sospesa anche quest'ultima dopo il 1870 e la breccia di Porta Pia, quando i Papi si rinchiusero in Vaticano, considerandosi prigioniero politico del Regno d'Italia, e non effettuarono la tradizionale presa di possesso, dopo la firma dei Patti Lateranensi la tradizione è stata ripristinata, precisamente nel 1939 in occasione dell'elezione di Pio XII, mediante un corteo in automobile dal Vaticano al Laterano.